# Gualtiero Calboli
Gualtiero Calboli (Bologna, 3 gennaio 1932) è un latinista e filologo classico italiano.

## Biografia
Professore ordinario di Lingua e letteratura latina nella Facoltà di magistero  (1973), poi nella Facoltà di lettere e filosofia (1996) dell'Università di Bologna, attualmente è professore emerito. Dal 1982 al 2000 ha diretto il Dipartimento di filologia classica e medioevale dello stesso ateneo. È membro di numerose istituzioni internazionali: International committee on latin linguistics, Comité international pour le latin vulgaire et tardif, International society for the history of rhetoric, Linguistic society of America, Centro di studi ciceroniani. È stato presidente del Centro di studi varroniani, ora sciolto. È Life Member della 'Linguistic Society of America', Membro Emerito dell'Accademia delle Scienze di Bologna,e Presidente Onorario della 'Société pour l'étude du latin vulgaire et tardif' È il curatore della importante serie dei "Papers on grammar" (Bologna, CLUEB, poi Roma, Herder, 1980-2008). Ha curato edizioni critiche di Marco Porcio Catone e Cornificio, Rhetorica ad Herennium. È Editor-in-Chief, insieme a Pierluigi Cuzzolin, della rivista Journal of Latin Linguistics, Berlin de Gruyter.

## Opere principali
- Studi grammaticali, Bologna, Zanichelli, 1962
- Cornificiana 2, L'autore e la tendenza politica della Rhetorica ad Herennium, "Atti della Accademia delle Scienze dell'Istituto di Bologna, Cl. di Scienze Morali" LI/LII (1963/1964) 1-114
- La formazione oratoria di Cicerone, "Vichiana" II (1965) 3-30.
- I modi del verbo greco e latino 1903-1966, "Lustrum" XI (1966) 173-349.
- Cornifici Rhetorica ad C. Herennium, Introduzione, Testo Critico, Commento a c. di G. Calboli, Bologna 1969, pp. XII-498.
- La linguistica moderna e il latino: i casi, Bologna, Pàtron, 1972.
- L'oratore M.Antonio e la Rhetorica ad Herennium, "GIF" n.s. III (XXIV) (1972) 120-177.
- Die Entwicklung der klassischen Sprachen und die Beziehung zwischen Satzbau, Wortstellung und Artikel, "IF" LXXXIII (1978) 197-261.
- Marci Porci Catonis Oratio pro Rhodiensibus, Catone, l'Oriente Greco e gli Imprenditori Romani, Introduzione, Edizione Critica dei Frammenti, Traduzione Ital. e Commento, a c. di G. Calboli, Bologna 1978 (2a. ed. 2003).
- La retorica preciceroniana e la politica a Roma, "Entretiens Hardt" XXVIII (1982) 41-108.
- Nota di aggiornamento a Eduard Norden, La Prosa d'Arte Antica, Trad. Ital. Roma 1986, 971-1185.
- G. Calboli, G. Moroni, Grammatica Italiana, Bologna 1989, pp. XIV-726.
- Über das Lateinische: vom Indogermanischen zu den romanischen Sprachen, Tubingen, Max Niemeyer, 1997
- Le Senatus Consultum de Cn. Pisone patre, quelques considerations linguistiques, in B. Bureau -Ch. Nicolas (Éds.), Moussyllanea, "Mélanges de Linguistique et de Littérature anciennes offerts à Claude Moussy", Louvain-la-Neuve 1998, 113-126.
- G. Calboli, L. Montefusco,Quintiliano y su esquela, con L. Montefusco, Logroño 2002.
- 'Die Modi des griechischen und lateinischen Verbums', Lustrum 53, 2011, 1-150; Lustrum 54, 2012, 9-210.

```
“The Accusative as a ‘default’ case in Latin subordinate clauses”, in: Indogermanische Forschungen  110, 2005, 233-264..
```

“Latin Syntax and Greek”, Chapter of Ph.Baldi-P.Cuzzolin (Eds) New Perspectives on Historical Latin Syntax, Vol.I, Mouton-de Gruyter, Berlin 2009, 65-193. 
```
 “La quantification et les textes juridiques latins”, in : M. Fruyt-O. Spevak (éds.), La quantification en latin, L’Harmattan, Paris 2010, 157-170.
Das letzte Werk des Horaz: Ein Dichter zwischen Politik und Philosophie (Lezione Inaugurale per la laurea ad honorem alla Westfälische Wilhelms-Universität Münster), pubblicata in: Alessandro Garcea et Alii (Eds.), Polyphonia Romana, Hommages à Frédérique Biville, Olms, Hildesheim-Zürich-New York 2013, 511-521.
```

“The Knowledge of Cicero’s Rhetorica in Northern Italy in the Early Middle Ages”, in: Lucia Calboli Montefusco, Papers on Rhetoric IX, Herder, Roma 2008, 33-52.
```
“Deklamationen und Geschichtsschreibung im 4. Jh. n. Chr.“, in 
Laurent Pernot
 (Ed.), New Chapters in the History of Rhetoric, Brill, Leiden-Boston 2009, 167-196.
“Roman law and Latin prose: On the early Latin language.”, in: G.Calboli (Ed.), Papers on Grammar X, Herder, Roma 2008, 57-72.
 “Introduzione alla Inventio”, in: B.Santalucia (cur), La repressione criminale nella Roma repubblicana fra norma e persuasione, IUSS Press, Pavia 2009, 185-221
“Syntaxe nominale et subordination en latin tardif”, jn : Frédérique Biville-Marie-Karine LVallat (Éds.), Latin vulgaire–Latin tardif IX Actes du Congrès sur le latin vulgaire et tardif 
```

“Enigma, dalla metafora alla macchina per criptare”, in: Salvatore Monda (Cur.), Ainigma e Griphos, Gli Antichi e l’Oscurità della parola, Ed. ETS, Pisa 2012, pp.21-45.
```
“From Riddle to Metaphor: Rhetoric and the ‘Enigma’ Machine”, The Journal of Greco-Roman Studies, Seoul, Korea 42, 2010, 29-56.
“On the oldest structure of Latin: Coordination and Subordination in Latin and Hittite”, in: Gerd V.M. Haverling, Latin Linguistics in the Early 21st Century, Uppsala Universitet, Uppsala 2015, 399-408.
```

“Donat à la recherche de Ménandre chez Térence”, Communication présentée à la première rencontre du Groupe de Recherche International (GDRI) ‘Grammaire et littérature’, Paris, Nov. 2011, pubblicato in ‘Interferences’ 6, 2012, 1-+ Bibliog. e Note..
“Le Cratyle et la question de l’énigme”, in: Perrine Galand et Ermanno Malaspina (éds.), Vérité et Apparence, Mélanges en l’Honneur de C. Lévy, Brepols, Turnhout, Belgium 2016, pp.39-57.
```
“Grammatica e stilistica latina tra Varrone e Quintiliano”, Latina Didaxis 28, 2013, 31-543.
“The Relative/indefinite Theme: From Hittite enclitic position to the S.C. de Cn.Pisone patre”, Journal of Latin Linguistics 12, 2013, 27-49.. 
G.Calboli-F.Farinelli-R.Barilli, I Periodi della Storia, Aracne, Roma 2016.
“Digression  parevkbasiς”, in: Lucia Calboli Montefusco-Maria Silvana Celentano (Eds.), Papers on Rhetoric XIII, Pliniana, Perugia 2016, pp.41-55.
```

Two letters by Brutus and Cassius to Mark Antony:Different people, different times, different styles JoLL 14, 2015, 241-267.-267.
```
“From Hittite to Latin: S.C. de Cn.Pison patre”, In Paolo Poccetti (Ed.), Latinitatis Rationes, Descriptive and historical Accounts for the Latin Language, Berlin de Gruyter 2016, 170-188.
“Quomodo Fredegarius Scholasticus modis et temporibus uerbi temporalis usus sit”, Journal of Latin Linguistics 15, 2016, 215-231..
“Direct and Indirect Style and Connected Rules”, in: P.Poccetti (Ed.), Oratio Obliqua, Strategies of Reported Speech in Ancient Lanhuages, Pisa-Roma, F.Serra 2017, 11-40.
 ‟Rhetoric and Law: the birth of the doctrine of natural lawˮ, in:   F.Berardi-L.Bravi-L.Calboli Montefusco (Eds.), Sermo Varius et Accommodatus, Scritti per Maria Silvana Celentano, Perugia, Pliniana 2018, 15-22.
```

Cornifici seu Incerti Auctoris Ars Rhetorica ad C.Herennium, Prolegomena, Edizione Critica, Commento e Lexicon, Voll. I-II-III, W.de Gruyter, Berlin 2020.